# Віттенбах (Санкт-Галлен)
Віттенбах (нім. Wittenbach SG) — громада  в Швейцарії в кантоні Санкт-Галлен, виборчий округ Санкт-Галлен.

## Географія
Громада розташована на відстані близько 160 км на схід від Берна, 5 км на північ від Санкт-Галлена.
Віттенбах має площу 12,2 км², з яких на 20,7% дозволяється будівництво (житлове та будівництво доріг), 57% використовуються в сільськогосподарських цілях, 20,9% зайнято лісами, 1,5% не є продуктивними (річки, льодовики або гори).

## Демографія
2019 року в громаді мешкало 9706 осіб (+4,6% порівняно з 2010 роком), іноземців було 27,1%. Густота населення становила 796 осіб/км².
За віковим діапазоном населення розподілялося таким чином: 20,8% — особи молодші 20 років, 57,3% — особи у віці 20—64 років, 21,9% — особи у віці 65 років та старші. Було 4216 помешкань (у середньому 2,3 особи в помешканні).
Із загальної кількості 3745 працюючих 95 було зайнятих в первинному секторі, 1184 — в обробній промисловості, 2466 — в галузі послуг.